# Хит-Манки
Хит-Манки (англ. Hit-Monkey) — персонаж комиксов, издаваемых Marvel Comics. Персонаж впервые появился в комиксе Hit-Monkey #1 (апрель 2010 года) и был создан Дениелом Веем и Далибором Таладжиком.

## История публикаций
Хит-Манки впервые появился в 2010 году в одноимённом цифровом комиксе, выпущенном через Marvel Digital Comics Unlimited. Через неделю выпуск появился в печатном формате, а затем персонаж появился в сюжетной арке из трёх выпусков в Deadpool #19—21. Дейв Джонсон, художник обложек, также случайно упомянул то, что Хит-Манки появится в собственной мини-серии, состоящей из трёх выпусков, что впоследствии было подтверждено Дениелом Веем на выставке Chicago Comic & Entertainment Expo.

## Биография
История персонажа начинается с бегства неизвестного убийцы от группы преследователей, который чуть не замёрз в снегах. Однако его спасает стая японских макак, которая относит его к одному из теплых водоемов и приносит ему пищу. Будущая обезьяна-линчеватель, которая была любознательнее своих сородичей, большую часть времени проводила со спасённым ими человеком. На его тренировках она стала повторять за ним упражнения. Вскоре обезьянка испробовала свои новоприобретённые навыки на сородичах, за что и была изгнана из стаи. Самого убийцу вскоре нашли его враги и расстреляли, как и помогавших ему обезьян. Благодаря своему изгнанию Хит-Манки не была убита, напротив наблюдая издалека нападение на своих близких, она, воспользовавшись оружием убила нападавших. Только один из них спасся, убежав от разъярённой макаки. Вскоре к Хит-Манки в первый раз явился призрак убийцы, просивший продолжить его дело. Далее к герою периодически является призрак учителя, наставляя и советуя по ходу путешествия обезьяны. Макака становится охотником на убийц, бандитов и других нечестивцев, подобно Карателю.
В Deadpool #19 Человек-паук обнаруживает, что владелец местного магазина был жестоко убит. Видя Дэдпула в Нью-Йорке, Человек-Паук подозревает что он убийца и борется с ним и ловит. Тем не менее, Дэдпул утверждает, что у него алиби. Изучив место преступления, Дэдпул говорит, что только один убийца мог бы снять работу так безупречно: Хит-Манки. Команда из Дэдпула и Человека-паука собирается поймать Хит-Манки, который известна тем, что убивает других убийц. Из-за этого они понимают, что Дэдпул  вероятно, попадает в список Хит-Манки. Человек-паук неохотно объединяется с Дэдпулом, а после того, как Хит-Манки убивает некоторых продажных полицейских, он за Человеком-пауком, чтобы убить Дэдпула. Хит-Манки случайно стреляет в Человека-паука в битве и начинает плохо себя чувствовать, показывая, что он не просто безжалостный убийца, а убийца известных убийц. Пытаясь извлечь выгоду из этого момента, Дэдпул пытается убить Хит-Манки, но терпит неудачу и был расстрелян несколько раз. Хит-Манки оставляет его мертвым, по-видимому, не зная о исцеляющем факторе Дэдпула. Тогда Дэдпул притворяется Человеком-пауком и подделывает его смерть. На похоронах «Человека-паука» Хит-Манки приходит, чтобы выразить свое уважение, думая, что он убил его. Тем не менее, Дэдпул выпрыгивает из шкатулки, чтобы убить его. Человек-паук делает оружие обоих бойцов непригодным для использования, поэтому они не могут убить друг друга, не взрываясь. Дэдпула это не волнует и нажимает спусковой крючок, похоже, убивая Хит-манки, но выживая из-за своего исцеляющего фактора. Тем не менее, Человек-паук показывает, что Хит-Манки выжил или, по крайней мере, что его тело не было найдено. Хит-Манки позже возвращается на короткое камео.
В рамках события All-New, All-Different Marvel Хит-Манки появляется как член Ревущих Командос от Специальной оценки известных угроз.
Хит-Манки позже присоединяется в воплощению Домино к Наёмникам за деньги.
Хит-Манки был замечен с Ревущими Коммандосом в то время, когда они помогали Старику Логану спасти Джубили от Дракулы.

## Силы и способности
Hit-Monkey - опытный стрелок и опытный боец с невероятной ловкостью и рефлексами.

## Коллекционные издания
Представления персонажа были собраны в книгу в мягкой обложке:
- Deadpool, том 4: Monkey Business (включает Hit-Monkey # 1 и Deadpool (vol. 4) # 19-21, 120 страниц, Marvel Comics, Твердая обложка, июль 2010, ISBN 0-7851-4530-3)
- Hit-Monkey: Year of the Monkey (включает Hit-Monkey # 1-3, Hit-Monkey one-shot, 96 страниц, Marvel Comics, Мягкая обложка, 4 января 2010, ISBN 0-7851-4859-0)

## Вне комиксов

### Видеоигры
1. Видеоигра по мотивам комикса была анонсирована как разрабатываемая High Moon Studios и опубликована Activision для релиза в 2013 году. Это было ясно, что это была «Красная сельдь», которая предвещает выпуск игры Deadpool.
2. Хит-Манки появляется в игре "Lego Marvel Super Heroes 2" и является играбельным персонажем [18]

### Игрушки
Хит-Манки объявлен как первая Мини фигурка в линии Marvel Legends. Он дебютировал в 4 квартале, в конце 2012 года.

### Телевидение
17 ноября 2021 года на потоковом сервисе Hulu состоялся релиз 1 сезона анимационного сериала «Хит-Манки».

### Рецензии
- Review: Hit-Monkey #1, Comic Book Resources
- Hit-Monkey #1 Review, IGN
- Hit-Monkey #1 Review, Comics Bulletin
- Best Shots Reviews: BATMAN & ROBIN #8, HIT MONKEY #1, more, Newsarama